# Aleš Höffer

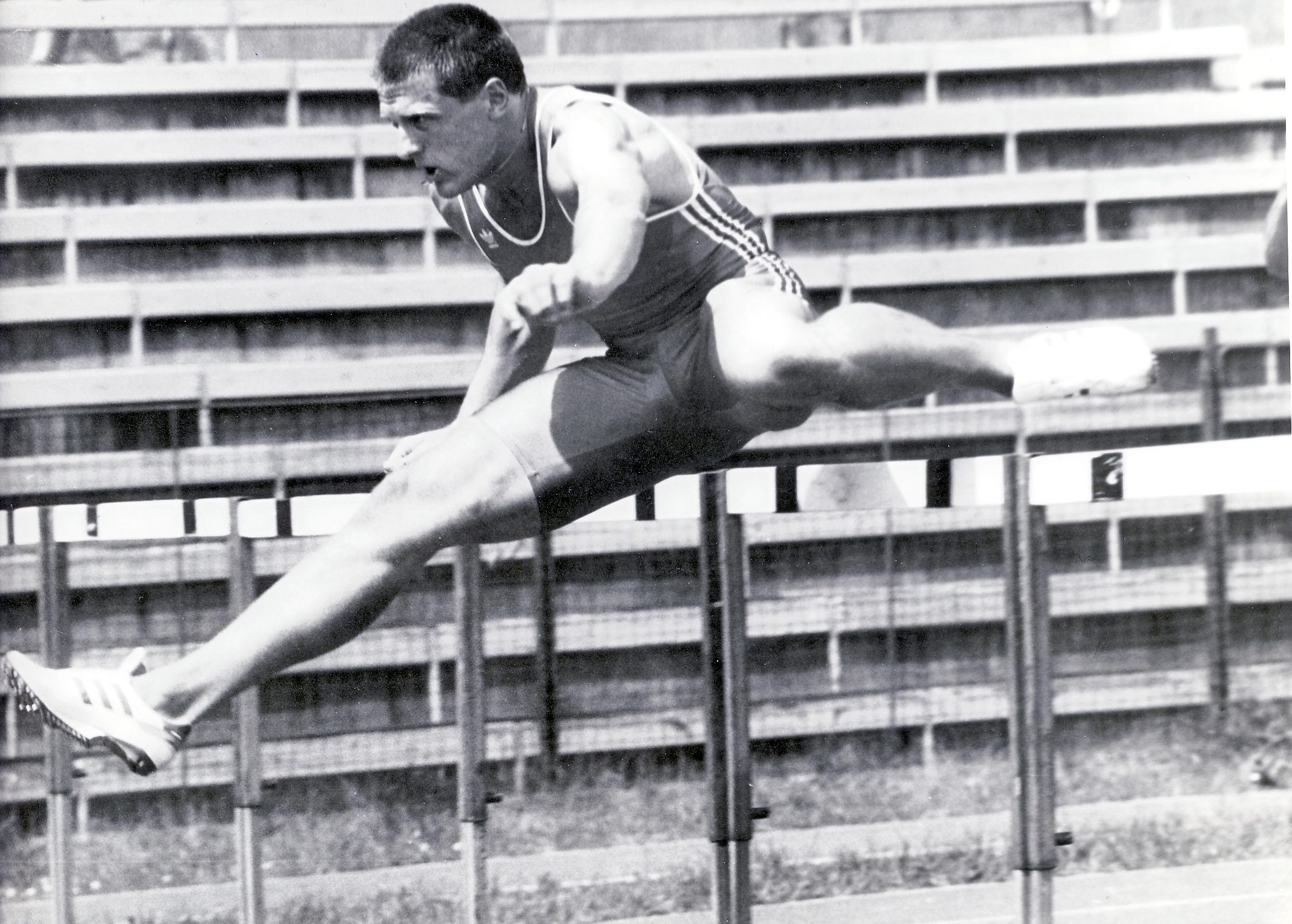
Aleš Höffer (1988)

Aleš Höffer (* 9. Dezember 1962 in Prag; † 14. November 2008) war ein tschechischer Hürdenläufer, der sich auf die 110-Meter-Distanz spezialisiert hatte.
Für die Tschechoslowakei startend erreichte er bei den Leichtathletik-Weltmeisterschaften 1987 in Rom das Halbfinale. Bei den Leichtathletik-Halleneuropameisterschaften gewann er über 60 m Hürden 1988 in Budapest Gold und wurde 1989 in Den Haag Achter.
Höffer wurde dreimal tschechoslowakischer Meister über 110 m Hürden (1985, 1987, 1989) und 1988 Hallenmeister über 60 m Hürden.

## Persönliche Bestzeiten
- 60 m (Hürden): 7,56 s, 6. März 1988, Budapest
- 110 m Hürden: 13,53 s, 7. Juni 1987, Moskau